# Hökhöjden
Hökhöjden är ett kommunalt naturreservat i Hällefors kommun i Örebro län.
Området är naturskyddat sedan 1976 och är 245 hektar stort. Reservatet ligger nära tätorten Hällefors och består av barrskog med mest tallskog i öster.